# Бубен
Бубен, тамбурин, рамный барабан — ударный музыкальный инструмент в виде круглой рамы (обода, обечайки) с натянутой на неё кожаной или пластиковой мембраной. Иногда на бубне имеются винты для настройки высоты звучания мембраны. В отличие от барабанов диаметр мембраны бубна значительно превышает ширину рамы.

## Описание
К бубну могут прикрепляться дополнительные звенящие и шумящие элементы (побрякушки и погремушки):
- Двойные тарелочки, закреплённые на стержнях в прорезях обечайки — на оркестровом бубне, пандейру, арабском рике.
- Бубенцы, колокольчики, металлические пластинки.
- Колечки — на дафе и дойре.
- На арабском бендире дополнительные призвуки образуются при помощи нескольких жильных струн, натянутых под мембраной и соприкасающихся с ней.

Тамбурином в настоящее время обозначаются инструменты не только с мембраной, но также и без неё — в этом случае он представляет собой раму со звенящими тарелочками. Обечайка такого безмембранного тамбурина может быть круглой или любой другой формы (из пластика или металла). Подобные компактные инструменты в виде тарелочек (или бубенцов), размещённых на прямой планке с ручкой, называются джингл-стиками.

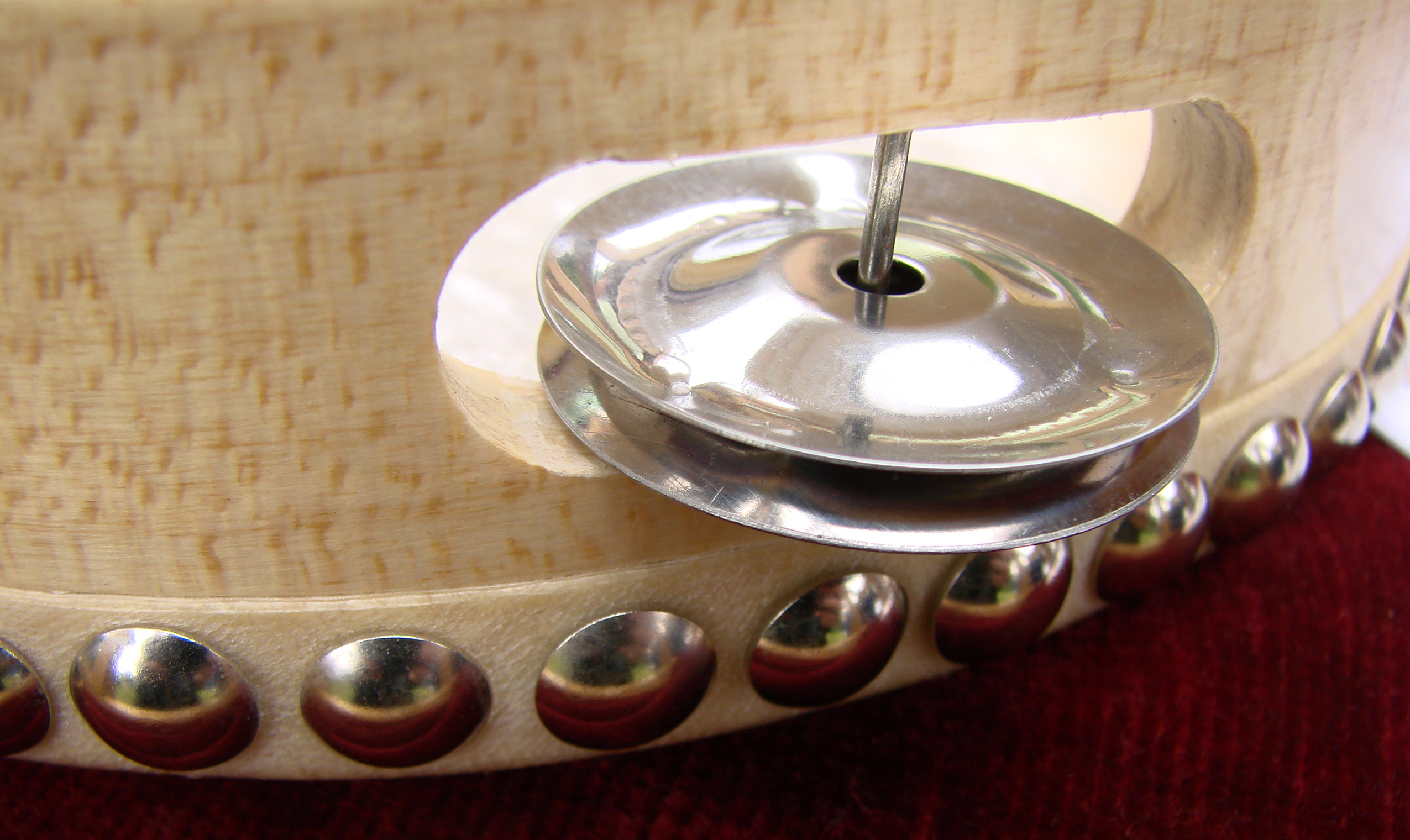
Тарелочки в обечайке бубна
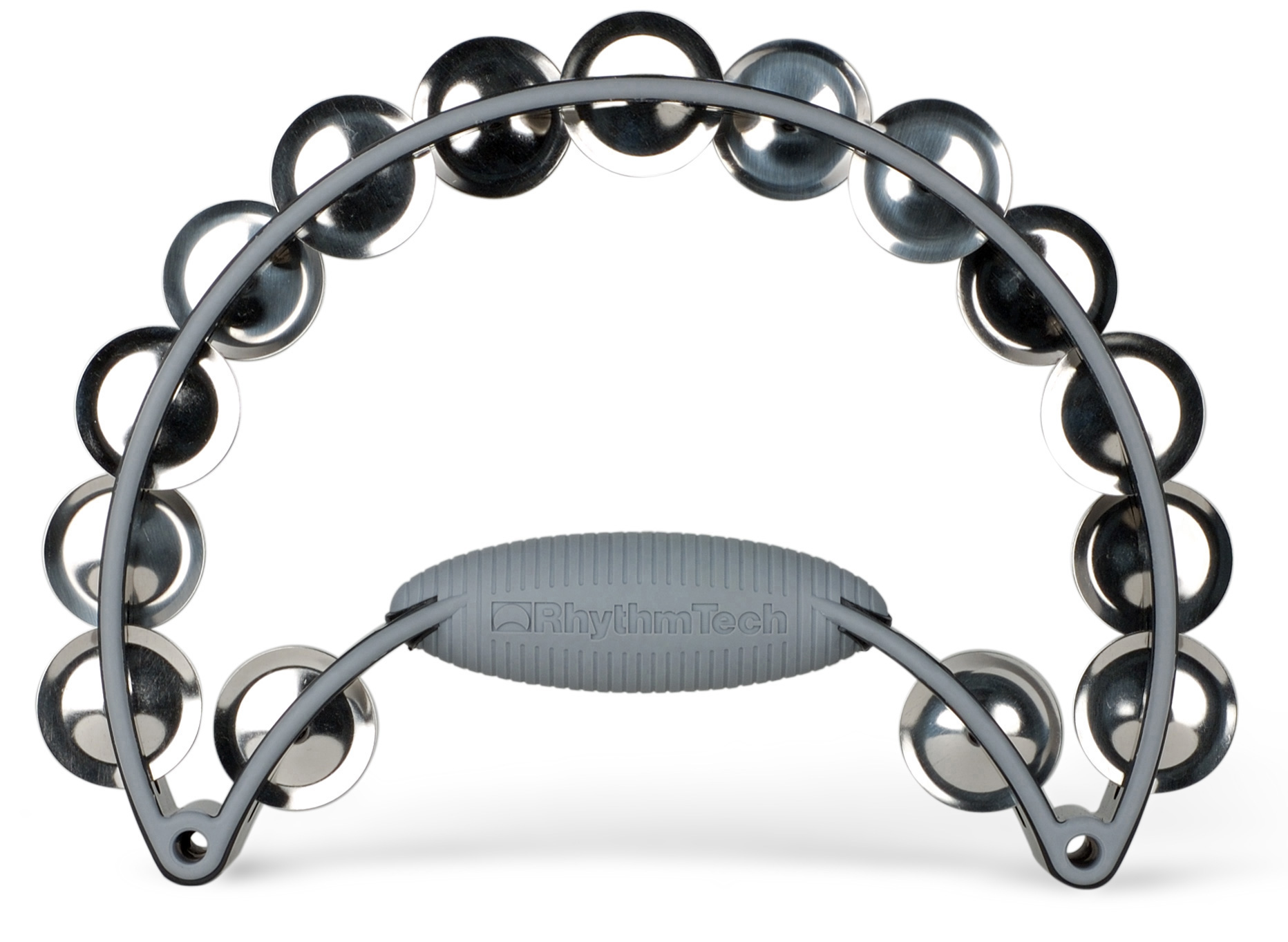
Безмембранный тамбурин
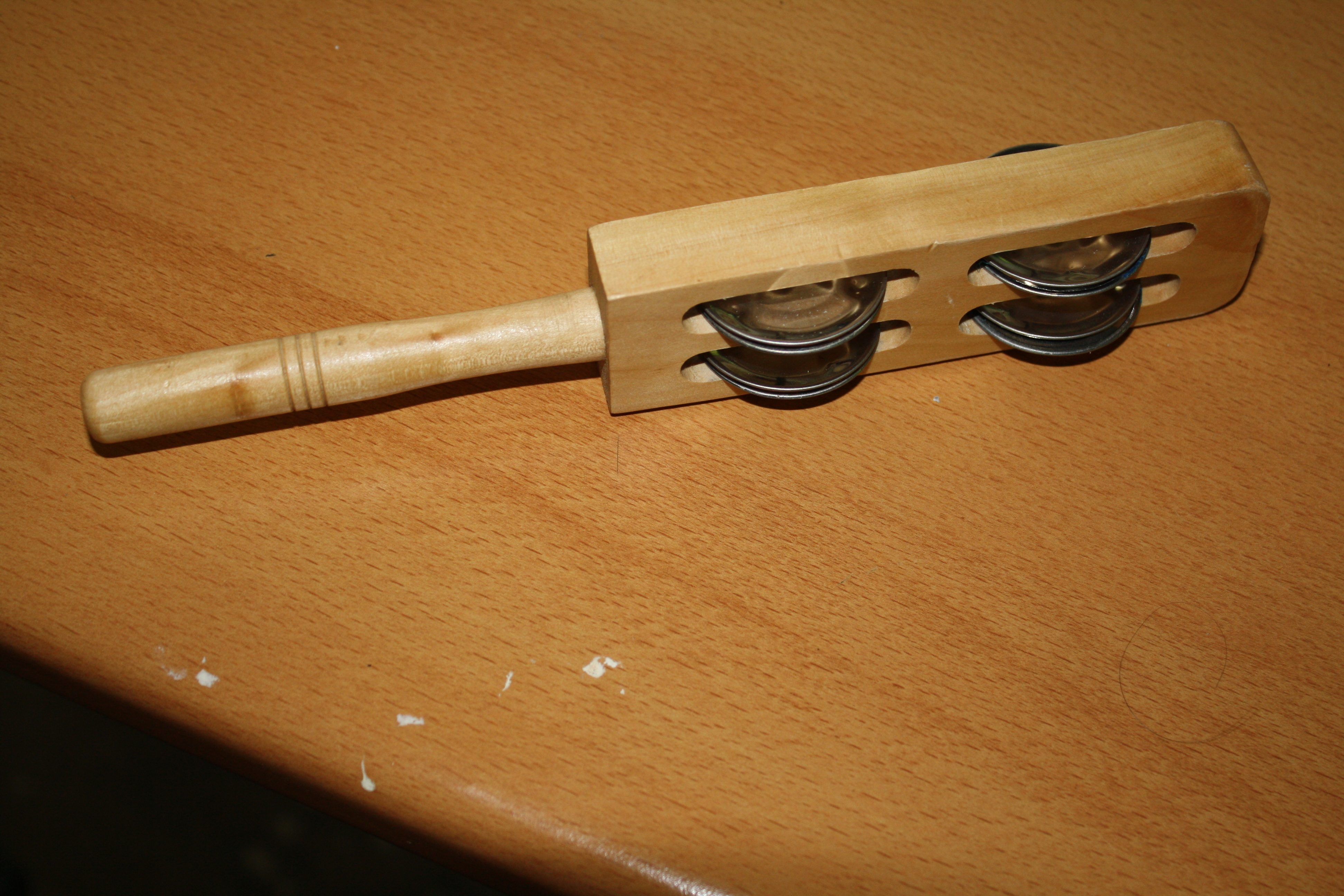
Джингл-стик с тарелочками
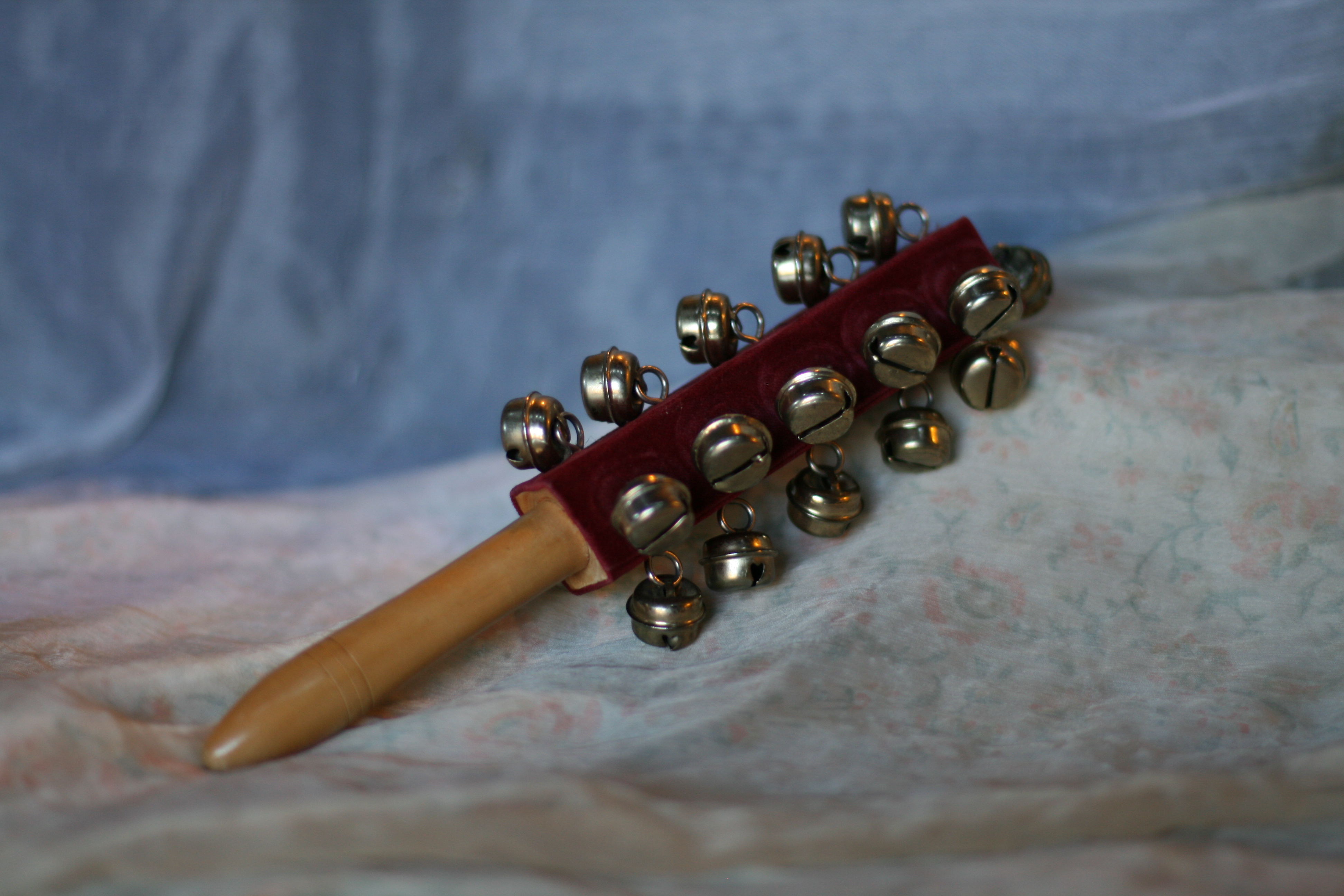
Джингл-стик с бубенцами

В советском оркестровом инструментоведении понятия бубен и тамбурин разделяли особым образом. Оба инструмента имели мембрану и парные тарелочки в прорезях обечайки. Отличие же заключалось только в том, что бубен снабжался дополнительными побрякушками в виде бубенцов (иногда колокольчиков), подвешенных с обратной стороны бубна на 2—3 звездообразно натянутые проволоки.
Мембрана изготавливается из пергаментной кожи различных животных (например телёнка) или из синтетических материалов. К обечайке она прикрепляется с помощью клея, тесьмы и гвоздиков, либо при помощи системы винтовых обручей. На шаманских бубнах мембрана фиксируется путём её стягивания на обратной стороне инструмента.

## Разновидности
- Бендир — магрибский (североафриканский) бубен со струнами под мембраной[9].
- Бойран — ирландский бубен, на котором играют сидя, ударяя двусторонней палочкой-колотушкой.
- Дангыра — казахский.
- Даф, Дойра, Гавал, Тар[10] — распространены на Ближнем Востоке.
- Канджира — индийский бубен.
- Пандейру — используется в Бразилии и других странах Южной Америки, а также в Португалии[11].
- Рикк[10] — арабский бубен диаметром 22—25 см, с тарелочками. Разновидность более большого рикка называется мазар[12], мазхар[10].
- Шаманский бубен — распространён среди коренного населения Крайнего Севера, Сибири и Северной Америки.
- Оркестровый бубен или тамбурин (об их отличиях см. выше) — используется в симфоническом, оперном[1], и особенно широко — в оркестре русских народных инструментов[3][6]. Диаметр 25—35 см. С двойными тарелочками в прорезях обечайки[2].
- Квадратный бубен — с двумя мембранами и камушками или бобами между ними. Используется в центральных и западных районах Магриба[10], а также маврами в Португалии и Галисии (бубен адуфе[13]).

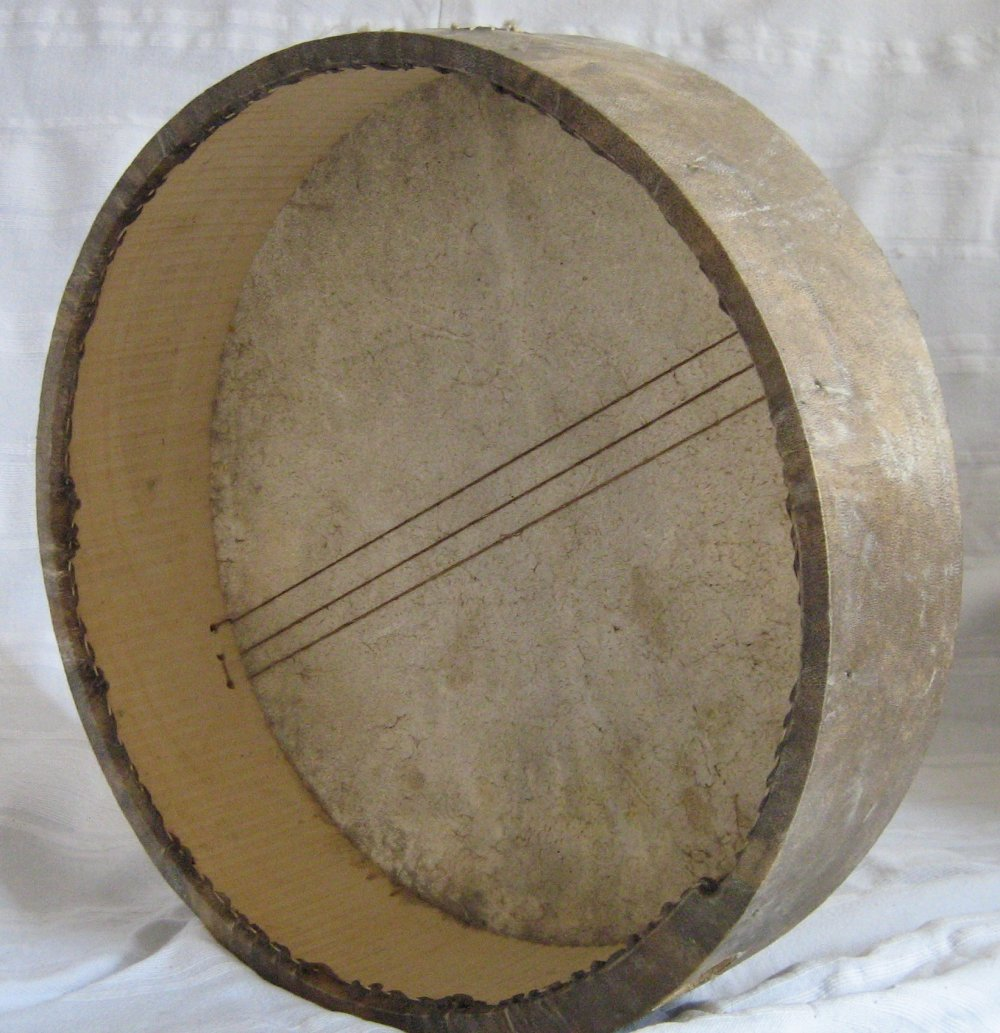
Бендир
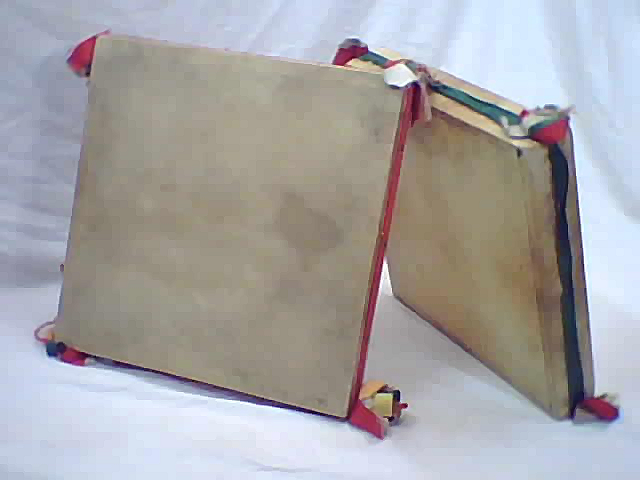
Адуфе

## В России

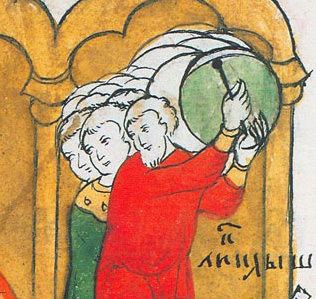
Бубнисты (фрагмент миниатюры «Давид-псалмопевец», Годуновская псалтирь, 1594 г.)

Игра на бубне характерна прежде всего для народной музыки юга и запада России и близка к аналогичной традиции в украинской народной музыке. Звукоизвлечение производится либо с помощью ударов палочки, либо непосредственно ударами руки по мембране. Внутри неширокой деревянной обечайки подвешены колокольчики. Игра в бубен аккомпанирует игре на других музыкальных инструментах — балалайке, скрипке, гармони; несмотря на простоту звукоизвлечения, на данном инструменте возможна виртуозная игра и использование приёмов, придающих выразительность музыке: к примеру, тремоло или гудящий звук, извлекаемый трением пальца/палочки о мембрану. Однако в оркестрах русских народных инструментов бубны не получили распространения, да и в целом традиция игры на бубен близка к вымиранию, и записей этой традиции практически нет.
В древнерусском языке слово «бубен», по-видимому, обозначало не только рассматриваемый здесь инструмент, но и мембранофоны в принципе. Бубны были распространённым инструментом в древнерусском войске наряду с трубами, и вместе с ними, а также со стягами давали представление о мощи княжеского ополчения. Кроме того, бубен бытовал среди скоморохов и вожаков медведей. Древнерусский бубен/барабан представлял собой инструмент, состоявший из натянутой на обечайку кожаной мембраной, звукоизвлечение которого производилось палочкой с деревянной рукояткой и ременной плетью с закреплённом на ней шариком-вощагой. Бубен представлен на множестве изобразительных источников Древней и Московской Руси, притом не только на миниатюрах в манускриптах: так, в 1954 году при раскопках детинца в Волковыске (Беларусь) в культурных слоях, датирующихся XI—XII веками, была найдена костяная фигурка музыканта-бубниста/барабанщика. Изображённый инструмент внешне напоминает барабан, он обладает цилиндрическим корпусом с двумя мембранами, перевязанными тесьмой.

## В академической музыке
Бубен солирует в третьей части второго фортепианного концерта Т. Хренникова.